# Podział administracyjny Kościoła katolickiego w Nikaragui
Podział administracyjny Kościoła katolickiego w Nikaragui – w ramach Kościoła katolickiego w Nikaragui funkcjonuje obecnie jedna metropolia, w której skład wchodzi jedna archidiecezja i osiem diecezji.
Jednostki administracyjne Kościoła katolickiego obrządku łacińskiego w Nikaragui:

## Metropolia Managua
- Archidiecezja Managua
  - Diecezja Bluefields
  - Diecezja Esteli
  - Diecezja Granada
  - Diecezja Jinotega
  - Diecezja Juigalpa
  - Diecezja León en Nicaragua
  - Diecezja Matagalpa
  - Diecezja Siuna